# 聖伊西德羅德埃爾赫內拉爾區

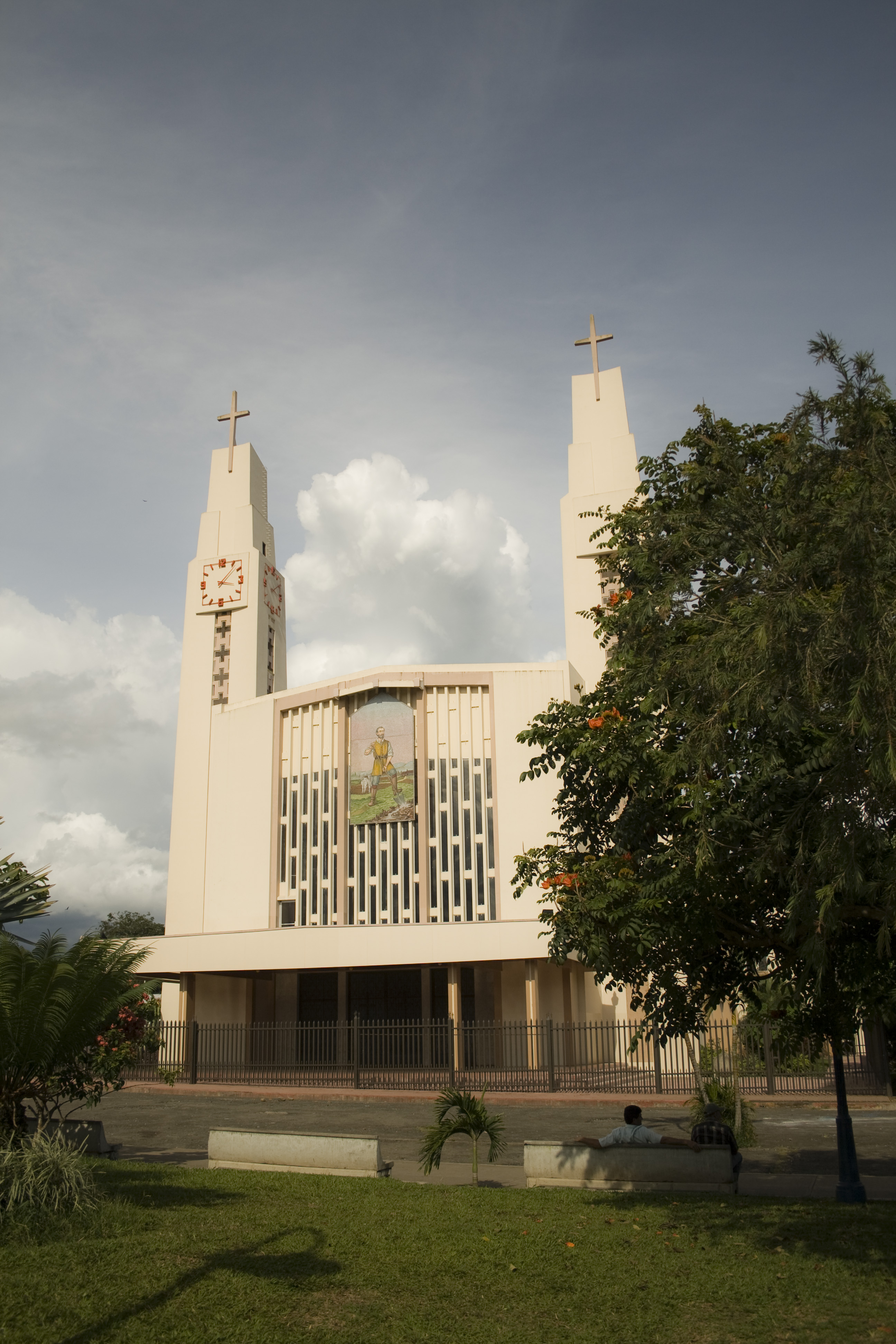

聖伊西德羅德埃爾赫內拉爾區（西班牙語：San Isidro de El General），是哥斯達黎加的一個區，位於該國中部聖何塞省，始建於1892年，面積197平方公里，海拔高度700米，2005年人口45,773，人口密度每平方公里232.35人。